# Trương Quang Nghĩa
Trương Quang Nghĩa (sinh ngày 19 tháng 8 năm 1958) là một chính trị gia người Việt Nam. Ông được người dân tỉnh Sơn La bầu làm Đại biểu Quốc hội khóa XIV nhiệm kì 2016-2021, nhưng được chuyển làm đại diện cho cử tri ở Đà Nẵng. Ông từng giữ chức Bộ trưởng Bộ Giao thông Vận tải, Tổng Giám đốc Tổng Công ty Cổ phần Xuất nhập Việt Nam (Vinaconex) trực thuộc Bộ Xây dựng.
Trong Đảng Cộng sản Việt Nam, ông nguyên là Ủy viên Trung ương Đảng khóa XI, XII, nguyên Bí thư Thành ủy thành phố Đà Nẵng, nguyên Phó Trưởng ban Kinh tế Trung ương, nguyên Bí thư Tỉnh ủy Sơn La, nguyên Bí thư Đảng ủy khối Doanh nghiệp Trung ương.

## Xuất thân
Ông sinh ngày 19 tháng 8 năm 1958, quê quán ở xã Cẩm Kim, Hội An, tỉnh Quảng Nam. Ông có hai người anh ruột từng giữ những chức vụ cao cấp trong chính quyền và quân đội là là ông Trương Quang Được (1940-2016), nguyên Ủy viên Bộ Chính trị, Phó Chủ tịch Quốc hội Việt Nam và Trương Quang Khánh (1953-), Thượng tướng, nguyên Thứ trưởng Bộ Quốc phòng Việt Nam.

## Giáo dục
- Kỹ sư Xây dựng công trình quân sự [2] Từ năm 1980-1985, ông học Khoa Công trình quân sự - Học viện Kỹ thuật Quân sự.
- Thạc sĩ Quản trị kinh doanh[2]
- Cao cấp lý luận chính trị[2]
- Ông có bằng tiến sĩ.[3]

## Sự nghiệp
10/1976 – 9/1979: Nhập ngũ tại E34, F473.
10/1979 – 9/1980: Học văn hóa tại Binh đoàn 12.
10/1980 – 9/1985: Học viên ngành xây dựng công trình quốc phòng Học viện kỹ thuật Quân sự.
10/1985 – 12/1991: Công tác tại D25, Cục Tham mưu, Bộ tư lệnh Quốc phòng, cấp bậc Đại úy.
01/1992 – 7/1994: Công tác tại Phòng Xuất nhập khẩu, Tổng công ty Vinaconex.
8/1994 – 10/1996: Giám đốc Chi nhánh Vinaconex tại Đà Nẵng.
11/1996 – 9/2006: Bí thư Đảng ủy, Giám đốc Công ty Cơ giới lắp máy và xây dựng thuộc Tổng công ty Vinaconex.
10/2006 – 4/2008: Tổng Giám đốc, Phó Bí thư Đảng ủy Tổng công ty Vinaconex.
5/2008 – 9/2010: Phó Bí thư Thành ủy Đà Nẵng.
10/2010 – 11/2010: Phó Bí thư Đảng ủy Khối Doanh nghiệp Trung ương.
11/2010 – 12/2010: Bí thư Đảng ủy Khối Doanh nghiệp Trung ương.
01/2011 – 6/2012: Ủy viên Ban Chấp hành Trung ương Đảng (khóa XI), Bí thư Đảng ủy Khối Doanh nghiệp Trung ương.
7/2012 – 01/2015: Ủy viên Ban Chấp hành Trung ương Đảng (khóa XI), Bí thư Tỉnh ủy Sơn La.
02/2015 – 4/2016: Ủy viên Trung ương Đảng (khóa XI, XII), Phó Trưởng Ban Kinh tế Trung ương.
4/2016 – 10/2017: Ủy viên Trung ương Đảng (khóa XII), Bí thư Ban Cán sự đảng, Bộ trưởng Bộ Giao thông vận tải./.

### Bộ trưởng Bộ Giao thông Vận tải
Ngày 9 tháng 4 năm 2016, ông được bổ nhiệm làm Bộ trưởng Bộ Giao thông Vận tải.
Ngày 25 tháng 10 năm 2017, tại kỳ họp thứ tư của Quốc hội Việt Nam khóa XIV ông được 465/465 đại biểu Quốc hội có mặt đồng ý cho miễn nhiệm chức vụ Bộ trưởng Bộ Giao thông Vận tải.
Chiều ngày 26 tháng 10 năm 2017, Chủ tịch nước Trần Đại Quang kí quyết định số 2182/QĐ-CTN miễn nhiệm ông khỏi chức vụ Bộ trưởng Bộ Giao thông vận tải, quyết định có hiệu lực từ ngày kí.

### Đại biểu Quốc hội Việt Nam khóa XIV nhiệm kì 2016-2021
Ngày 22 tháng 5 năm 2016, ông được bầu làm đại biểu Quốc hội Việt Nam thuộc đoàn đại biểu Quốc hội tỉnh Sơn La. Ông đã trúng cử ở đơn vị bầu cử số 3 tỉnh Sơn La gồm các huyện: Mộc Châu, Vân Hồ, Phù Yên, Bắc Yên, được 180.811 phiếu, đạt tỷ lệ 81,88% số phiếu hợp lệ.
Ngày 8 tháng 6 năm 2017, ông cho rằng phương án mở rộng sân bay Tân Sơn Nhất về phía Bắc là hoàn toàn không khả thi vì chi phí giải phóng mặt bằng cao và ô nhiễm tiếng ồn.
Ngày 9 tháng 10 năm 2017, ông Nguyễn Tuấn Anh - phó trưởng ban Công tác đại biểu Ủy ban Thường vụ Quốc hội cho biết "theo quy định hiện hành, ông Trương Quang Nghĩa đã nhận nhiệm vụ đứng đầu Đảng bộ TP Đà Nẵng, nên sẽ chuyển từ đoàn ĐBQH Sơn La về đoàn ĐBQH Đà Nẵng để đáp ứng yêu cầu công tác."
Ngày 25 tháng 10 năm 2017, Ủy ban Thường vụ Quốc hội ban hành Nghị quyết số 438/NQ-UBTVQH14 về việc chuyển sinh hoạt Đoàn đại biểu Quốc hội đối với ông Trương Quang Nghĩa từ Đoàn đại biểu Quốc hội tỉnh Sơn La đến Đoàn đại biểu Quốc hội thành phố Đà Nẵng. Như vậy, tỉnh Sơn La sẽ bị thiếu một đại biểu Quốc hội (còn 5 đại biểu, cơ cấu 7 đại biểu, thiếu nhưng đã không bầu bổ sung), còn thành phố Đà Nẵng bị thừa một đại biểu Quốc hội (tổng 7, hơn 1 đại biểu so với cơ cấu). Đơn vị bầu cử số 3 tỉnh Sơn La gồm các huyện: Mộc Châu, Vân Hồ, Phù Yên, Bắc Yên sẽ chỉ còn một đại biểu Quốc hội duy nhất là bà Tráng Thị Xuân.

## Hoạt động trong Đảng Cộng sản Việt Nam
Ông gia nhập Đảng Cộng sản Việt Nam vào ngày 4/2/1983.
Tháng 9 năm 2008, ông được Ban Bí thư điều động làm Phó Bí thư Thành ủy Đà Nẵng. Tháng 1 năm 2011, ông được bầu vào Ban Chấp hành Trung ương Đảng Cộng sản Việt Nam khóa XI.
Ngày 20/11/2010, Đại hội đại biểu lần thứ nhất Đảng bộ Khối Doanh nghiệp Trung ương đã kết thúc sau 3 ngày làm việc. Đại hội đã bầu Ban Chấp hành Đảng bộ gồm 37 người. Ông Trương Quang Nghĩa, nguyên Phó Bí thư Đảng ủy Khối Doanh nghiệp Trung ương được bầu giữ chức Bí thư Đảng bộ Khối nhiệm kỳ 2010-2015.
Ngày 23 tháng 6 năm 2012, ông được Bộ Chính trị điều động giữ chức Bí thư Tỉnh ủy Sơn La thay ông Thào Xuân Sùng chuyển sang nhận nhiệm vụ khác.
Ngày 9/3/2015, ông Tô Huy Rứa, Ủy viên Bộ Chính trị, Bí thư Trung ương Đảng, Trưởng ban Tổ chức Trung ương đã công bố quyết định của Bộ Chính trị về việc điều động ông Trương Quang Nghĩa, Ủy viên Trung ương Đảng, nguyên Bí thư Tỉnh ủy Sơn La giữ chức Phó trưởng Ban Kinh tế Trung ương Đảng Cộng sản Việt Nam.
Tháng 1 năm 2016, ông tiếp tục được Đại hội Đảng khóa XII bầu vào Ban Chấp hành Trung ương Đảng Cộng sản Việt Nam khóa XII.
Ngày 7 tháng 10 năm 2017, ông Trương Quang Nghĩa được Bộ Chính trị Ban Chấp hành Trung ương Đảng Cộng sản Việt Nam khóa XII phân công giữ chức Bí thư Thành ủy Đà Nẵng thay ông Nguyễn Xuân Anh bị cách chức Bí thư thành ủy Đà Nẵng và cho thôi Ủy viên Trung ương Đảng.

## Câu nói
Tại buổi làm việc với Sở Tài chính, Cục thuế thành phố Đà Nẵng sáng ngày 12/1/2018, Bí thư Thành uỷ Trương Quang Nghĩa nói về thất thu thuế đất từ điều chỉnh quy hoạch, ăn chia giữa người nộp, thu thuế và giám sát thu thuế:
| “ | “Một dự án mà khi nộp tiền sử dụng đất thì quy hoạch 2 tầng, nhưng dự án về tay em, em múa một lúc là các anh ở sở phê duyệt điều chỉnh quy hoạch lên 20 tầng. Điều chỉnh như thế thì giá đất khác hẳn. Có tính đến phát sinh thất thu thuế đất chỗ này thì tiền về tay ai? Có phải cứ hết về tay em nọ rồi em kia, còn Nhà nước thì thất thu? Đây là câu chuyện của cả nước. Đừng để như vậy nữa!” | ” |

| “ | “Đang diễn ra phổ biến trong cả nước là tình trạng ăn chia giữa người nộp và người đi thu thuế. Đáng nộp 100, bảo nộp 50 thôi rồi ăn chia chênh lệch 50 còn lại, tư tưởng nộp càng ít càng tốt. Tôi nói ra điều này, chắc các anh bên thuế cũng không bất ngờ. Rồi cả người giám sát thu thuế nữa. Anh đi giám sát mà đến người ta mời một bữa thịnh soạn, một cốc nước mát rồi về, thì có tin được không?” | ” |

Về chống tham nhũng, ông Trương Quang Nghĩa cho rằng, chưa có nhiệm kỳ nào Việt Nam làm mạnh và đạt được nhiều kết quả như vậy đối với công tác chống tham nhũng.
| “ | “Không kể chức nhỏ, to hay vị trí công tác nào vì chống tham nhũng không có vùng cấm. Hiện nay, đối với lãnh đạo Đảng, tức là ủy viên Bộ Chính trị thì đã có một người ngồi tù, 2 người bị kỷ luật cảnh cáo. Tôi nghĩ rằng đây là kết quả mà chưa nhiệm kỳ nào làm được. Từ trước đến nay ít ai nghĩ tới việc kỷ luật hay cho vào tù một ủy viên Bộ Chính trị, việc này hết sức khó và chúng ta đang tiếp tục phải làm” | ” |